# Alonzo Russell
Alonzo Russell (Freeport, 8 febbraio 1992) è un velocista bahamense.

## Palmarès
| Anno | Manifestazione          | Sede           | Evento        | Risultato  | Prestazione | Note             |
| ---- | ----------------------- | -------------- | ------------- | ---------- | ----------- | ---------------- |
| 2010 | Mondiali juniores       | Moncton        | 4x400 m       | Batteria   | 3'14"92     |                  |
| 2014 | Giochi del Commonwealth | Glasgow        | 4×400 m       | Argento    | 3'00"51     |                  |
| 2015 | World relays            | Nassau         | 4×400 m       | Argento    | 2'58"91     |                  |
| 2015 | Giochi panamericani     | Toronto        | 4×400 m       | 4º         | 3'00"34     |                  |
| 2015 | Campionati NACAC        | San José       | 400 m piani   | 7º         | 46"20       |                  |
| 2015 | Campionati NACAC        | San José       | 4×400 m       | Argento    | 3'00"53     |                  |
| 2015 | Mondiali                | Pechino        | 4×400 m       | Batteria   | dq          |                  |
| 2016 | Mondiali indoor         | Portland       | 400 m piani   | Semifinale | 47"07       |                  |
| 2016 | Mondiali indoor         | Portland       | 4×400 m       | Argento    | 3'04"75     | Record nazionale |
| 2016 | Giochi olimpici         | Rio de Janeiro | 400 m piani   | Batteria   | dq          |                  |
| 2016 | Giochi olimpici         | Rio de Janeiro | 4×400 m       | Bronzo     | 2'58"49     |                  |
| 2017 | Mondiali                | Londra         | 4×400 m       | Batteria   | 3'03"04     |                  |
| 2018 | Mondiali indoor         | Birmingham     | 400 m piani   | Batteria   | dq          |                  |
| 2018 | Giochi del Commonwealth | Gold Coast     | 4×400 m       | Argento    | 3'01"92     |                  |
| 2018 | Giochi CAC              | Barranquilla   | 400 m piani   | 6º         | 46"18       |                  |
| 2018 | Giochi CAC              | Barranquilla   | 4x400 m       | 5º         | 3'07"31     |                  |
| 2018 | Campionati NACAC        | Toronto        | 400 m piani   | 6º         | 46"26       |                  |
| 2018 | Campionati NACAC        | Toronto        | 4×400 m       | Argento    | 3'03"80     |                  |
| 2019 | Giochi panamericani     | Lima           | 4×400 m       | 7º         | 3'09"98     |                  |
| 2019 | Mondiali                | Doha           | 400 m piani   | Batteria   | 45"91       |                  |
| 2021 | Giochi olimpici         | Tokyo          | 400 m piani   | Semifinale | 46"04       |                  |
| 2022 | Mondiali                | Eugene         | 4×400 m mista | Batteria   | 3'19"73     |                  |
| 2022 | Giochi del Commonwealth | Birmingham     | 400 m piani   | Semifinale | 46"40       |                  |
| 2022 | Campionati NACAC        | Freeport       | 4×400 m       | Bronzo     | 3'06"21     |                  |
| 2023 | Mondiali                | Budapest       | 400 m piani   | Batteria   | 46"95       |                  |
| 2024 | World Relays            | Nassau         | 4×400 m       | Batteria   | 3'07"45     |                  |
| 2024 | World Relays            | Nassau         | 4×400 m mista | Batteria   | 3'14"86     |                  |
| 2024 | Giochi olimpici         | Parigi         | 4x400 m mista | Batteria   | 3'14"58     |                  |